# Maison personnelle de Guillaume Des Marez
Pour l’article homonyme, voir Guillaume Des Marez.
La maison personnelle de Guillaume Des Marez est un hôtel particulier de style néo-Renaissance flamande. Elle est située à Ixelles, dans la région bruxelloise, en Belgique. La totalité de la maison, y compris le mobilier, immeuble par destination, est classée comme monument en raison de sa valeur historique et artistique depuis 1994.

## Contexte

### Intérêts

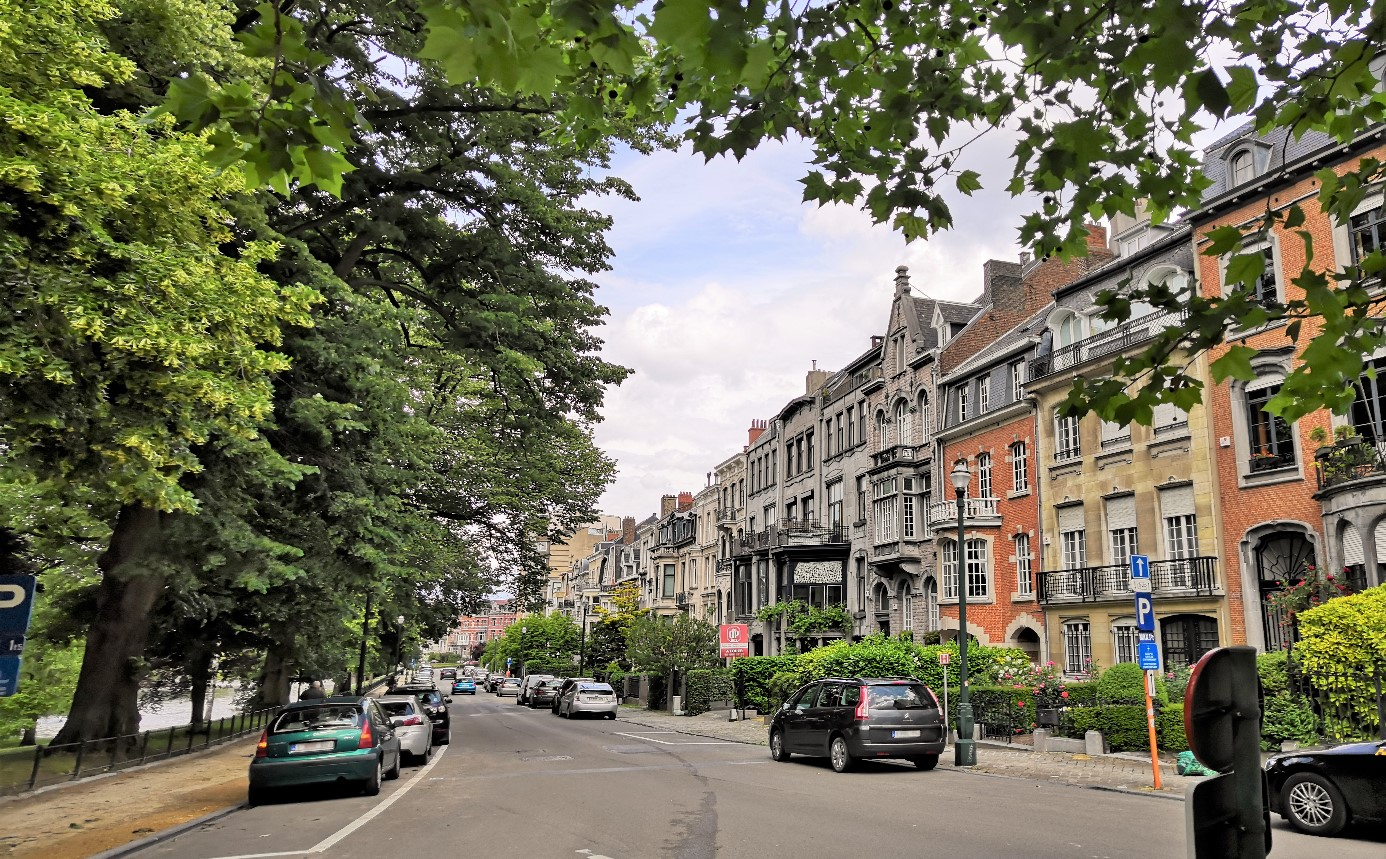
Vue sur l'avenue des Klauwaerts

#### Le caractère paysager du quartier
Outre son intérêt patrimonial intrinsèque, l’immeuble situé au no 11 de l’avenue des Klauwaerts fait partie d’un ensemble remarquable tant au niveau architectural que paysager, constitué par les étangs d’Ixelles et les voiries limitrophes, qui bordent les deux rives des étangs.
Prolongeant les jardins de l’Abbaye de la Cambre et restaurés au début des années 2010, les étangs d’Ixelles, vestiges de l’ancien Maelbeek, font partie des lieux de promenade réputés de la capitale  et en constitue un des poumons verts notables.
La qualité architecturale indéniable des immeubles qui bordent ces étangs contribue également à cet engouement. En flânant le long des étangs, les yeux sont indéniablement attirés par une multitude de détails plus étonnants les uns que les autres.
L’imposition urbanistique de construire les façades en recul de l’alignement accentue encore ce sentiment, en donnant lieu à l’aménagement de jardins privés à l’avant des fronts bâtis. Ces jardins ajoutent une certaine qualité à la conception paysagère et pittoresque du quartier.

#### La diversité de l'architecture
À l'instar de l'ensemble des rues du quartier des Étangs et malgré quelques reconstructions, l'avenue Klauwaerts conserve l'essentiel de son architecture originelle et offre ainsi un très bel exemple de la diversité de l'architecture du début du XXe siècle.
Ce bâti, constitué d’une suite de maisons bourgeoises dominées par l'éclectisme, est remarquable tant du point de vue architectural que pour l'entité qu'il forme en tant que site. Bien que très peu d’immeubles soient classés, la majorité des maisons situées en bordure des étangs sont inscrites à l'inventaire du patrimoine immobilier de la Région de Bruxelles-Capitale,.
Parmi celles de l’avenue des Klauwaerts, il faut repérer l'ensemble Art nouveau de l'architecte Ernest Blérot (1870-1957) (aux nos  15 et 16) ou encore la maison de l’architecte Pierre De Groef (1876-1940) (au no 31), également de style néo-Renaissance flamande. D’autres exemples illustrent encore les différents styles en vogue à l'époque, comme le néo-gothique, l’Art déco, le style Beaux-Arts, ou plus tard le Modernisme.

#### Les éléments forts de l'histoire
L’avenue des Klauwaerts et l'avenue des Éperons d'Or qui longent la rive droite des étangs, sont construites sur les traces d’un des plus anciens chemins de ce qui n’était pas encore à l’époque la commune d’Ixelles. Déjà présentes sur les cartes de Ferraris, il s’agissait à l’origine d’un chemin par lequel s'opérait le transport du bois de la forêt de Soignes vers Bruxelles, l'ancien Losgat, qui reliait l'abbaye de La Cambre à l'actuelle place Eugène Flagey (ancien village d'Ixelles). Empierré en 1700, il allait alors prendre la dénomination de chaussée de La Cambre.
C'est dans le cadre des travaux urbanistiques des années 1870 que ces avenues ont reçu leur dénomination actuelle. Leur nom fait référence à la bataille des Éperons d'Or qui au début du XIVe siècle opposa le roi de France aux milices communales flamandes, les Klauwaerts (« Hommes de griffes ») ; les éperons d’or étant ramenés par ces derniers à titre de trophée.
Aux alentours de 1900, profitant de la nouvelle urbanisation autour des étangs, la Société de l'Avenue Louise, filiale de la Compagnie immobilière de Belgique, aménage des lotissements pour la bourgeoisie de Bruxelles. Celle-ci y fait ainsi bâtir des maisons mitoyennes dont l'architecture fera coexister les différents courants de l’époque.

#### Le commanditaire
Un autre intérêt de cette maison bourgeoise réside dans la parfaite symbiose entre son style historiciste et le parcours de son commanditaire et occupant jusqu’à sa mort, Guillaume Des Marez (1870-1931).
Né à Courtrai le 15 août 1870 et mort à Ixelles le 2 novembre 1931, ce docteur en droit, historien et membre de l’Académie entre aux Archives de la Ville de Bruxelles en 1899, pour en devenir le chef quelques années plus tard. Nommé professeur à l'Université de Bruxelles en 1901, c'est dans la capitale que se déroule toute sa carrière. Cette circonstance influence toute son activité.
Il est notamment l’auteur du célèbre Guide illustré de Bruxelles, véritable œuvre d'histoire urbaine, permettant de mieux saisir la formation et le développement d'une grande ville. Son action, conjuguée à celle de l’abbé Maxime Carton de Wiart (1875-1944) et du général baron Jacques de Dixmude (1858-1928), permet aussi la sauvegarde et la restauration de l'abbaye de La Cambre, menacée par la ruine après la Première Guerre mondiale.
Ainsi, la maison témoigne des préférences stylistiques et des sujets de prédilection de son premier propriétaire. Inspiré par l’hôtel de ville de Bruxelles où il travaille, l’archiviste conçoit une habitation et une décoration tout en symboles et références au passé, mêlant les inscriptions en latin, en néerlandais et en français, et s’autorisant des anachronismes qui font de sa maison un jeu de déchiffrage et de mystère. Quoique les habitations qui bordent les étangs d'Ixelles offrent une riche diversité de styles dans leurs façades, c’est le caractère romantique et pittoresque de la maison qui marque le promeneur en premier lieu.

### Architecte, propriétaires et transformations
Cette maison de maître de l'avenue des Klauwaerts fut construite entre 1898 et 1905 d'après les plans de l'architecte D. Willaert. Contrairement au commanditaire, aucune information n’a pu être retrouvée concernant cet architecte, qui a également réalisé les maisons de style Art nouveau sises au 55 rue Franz Merjay à Ixelles et au 203 avenue Rogier à Schaerbeek.
Plus encore que la façade qui s’inscrit dans l’enfilade de maisons bourgeoises qui bordent l’avenue, l’intérêt exceptionnel de cette maison provient essentiellement de l’aménagement intérieur en style néo-gothique et qui, fait rare à Bruxelles, se trouve dans un état parfait de conservation et de restauration grâce à la vigilance de ses propriétaires successifs. Ils sont aujourd’hui pas moins de sept à s’être succédé :
- 1905-1931 : Guillaume Des Marez
- 1932-1961 : Marie Werzels
- 1961-1965 : Jean Marie Norre et Esmosé Heaton
- 1965-1980 : Alfred Terfve et Maria Boute
- 1980-1986 : Philippe Couldrey et Gaëtane Waterkeyn
- 1986-2000 : Pierre Vansteenkiste et Nadine Copette
- Depuis 2000 : Axel Van Der Mersch[13]

Sur base des informations collectées auprès des anciens propriétaires et reprises dans divers dossiers soumis au Service des Monuments et Sites et à la Commission royale des Monuments et Sites, la maison a fait l’objet de plusieurs travaux de rénovation et/ou restauration, dont :
- Avant le classement, et en ce qui concerne la façade et la toiture, le remplacement des ardoises de toiture par des tuiles vernissées et le démontage du pinacle ;
- Après le classement : divers travaux d’entretien à l’intérieur de la maison et réfection de la façade avant, ayant entraîné une usure importante des pierres en façades en raison d’un nettoyage trop agressif (AGRBC du 29 avril 2002) ;
- La restauration de l’enveloppe extérieure comprenant la reconstitution historique du pinacle sur le pignon de la façade à rue, la pose de nouvelles ardoises en toiture, la remise en état des bas-reliefs de la bretèche (dorures), des aménagements intérieurs et la restauration des ferronneries (grilles du jardinet), des voussettes (stabilité) sous le perron d’entrée et des châssis (permis délivrés le 25 avril 2013 et le 25 juillet 2014) ;
- La restauration/rénovation de la cuisine, des salons intérieurs et le réaménagement des greniers (permis délivré le 19 juillet 2016).

L’auteur de projet de ces restaurations successives est l’architecte Nicolas Fallon, 90 rue du Menuisier, à 1200 Bruxelles.

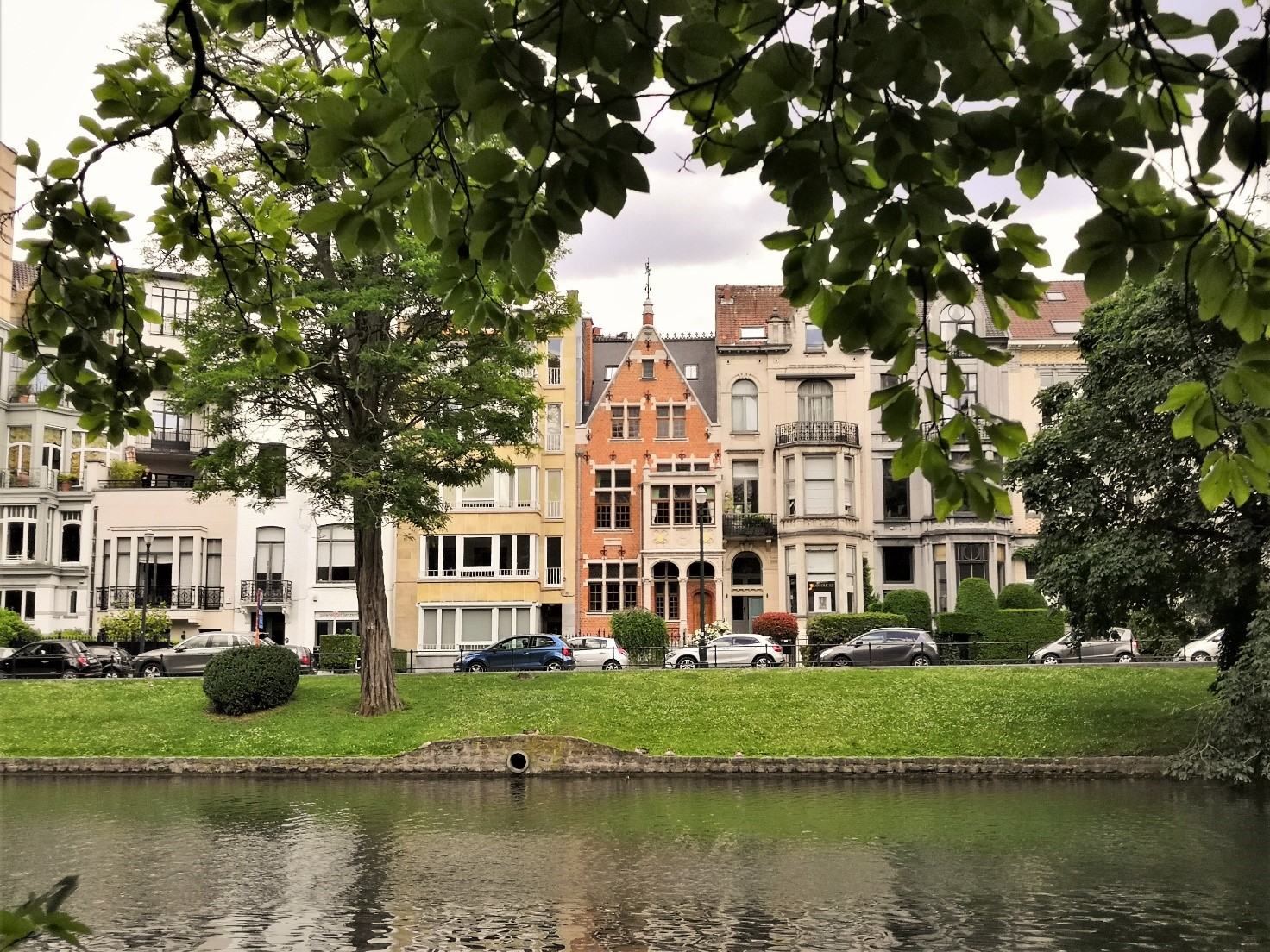
Vue sur la maison personnelle de Guillaume Des Marez

## Description de la façade

### Aspect général
Il s’agit d’un hôtel particulier avec deux façades mitoyennes. Sa largeur est d’environ 6,70 mètres de large et sa hauteur sous corniche de 11,40 mètres. La maison se situe en zone d’habitation à prédominance résidentielle au plan régional d’affectation du sol (PRAS) et est couverte par une ZICHEE, ou Zone d’Intérêt Culturel, Historique, Esthétique ou d'Embellissement.
De style néo-Renaissance flamande, elle présente une façade « à pignon » qui compte deux travées. Elle se compose d’un sous-sol semi-enterré, niveau initialement réservé au personnel avec notamment les cuisines ; d’un rez-de-chaussée comprenant le hall, l’antichambre, le parloir et la salle à manger ; de deux étages avec les chambres et de combles sous la toiture. Les circulations verticales sont lisibles à droite de la façade, au niveau du sous-sol et du rez-de-chaussée. Au deuxième étage, les pièces de vie occupent les deux travées de la façade.

### Zone de recul (jardinet)
La construction est implantée en recul de l’alignement en vertu d’une servitude de non-bâtisse de ± 8 mètres. Celle-ci est aménagée sous la forme d’un jardinet romantique, avec un arbre pleureur (un prunus) et des parterres de buissons fleuris. Un bassin de forme ronde est placé devant la travée gauche.
Les grilles de clôture avec la voirie et latéralement avec les parcelles voisines sont en fer forgé, sur un soubassement en pierre bleue. Vraisemblablement d'origine, elles font environ 2 mètres de hauteur. L’ouverture en voirie étant située à l’opposé de la porte d’entrée, le chemin d’accès serpente de la gauche vers la droite.

### Matériaux
Construite en briques rouges (appareillage de lits alternés en panneresse et boutisse), la façade est abondamment rehaussée d'éléments et de décoration en pierre blanche d’Euville, la plupart aux détails sculptés, notamment le porche et la logette. Les linteaux des fenêtres sont également en pierre et sont surmontés d’un décor en arcs de décharge réalisés en brique sur champ et marqués par des ancres en forme de fleur de lys en fer forgé. La toiture est en ardoise. Les menuiseries sont en bois. Les deux tuyaux de descente d’eau sont en zinc.

### Détails de la façade

#### Les différents niveaux

##### Sous-sol semi-enterré
Accessible depuis l’extérieur via un escalier de cinq marches aboutissant sur un petit perron en pierre bleue, il présente une porte en bois et une triple fenêtre à sa gauche. L’entrée de service est protégée par le porche de l’étage supérieur. Ce niveau ne présente pas de briques rouges en façade, contrairement au reste de l’habitation, mais une sorte de soubassement à refends en pierre blanche.
Les trois fenêtres sont surmontées d’arc de décharge en maçonnerie.

##### Rez-de-chaussée
L’entrée de la maison est composée d’un porche surélevé réalisé en pierre blanche d’Euville, qui couvre l’entrée de service et qui est rendu accessible par sept marches. Le porche est composé d’une dalle sur les extrémités de laquelle trois minces colonnettes espacées de façon égale viennent soutenir deux arcs en anse de panier. Ces arcs forment la base de la logette de l’étage supérieur et sont reliés par des tirants de fer.
Des grilles en fer forgé servent de parapet et ferment les parties ouvertes du porche.
La porte d’entrée est composée de bois massif d’une teinte moyenne et ornementée de détails en fer forgé. Un appareillage de briques rouges vient suivre et souligner le pourtour de la porte. La porte en elle-même est accessible en montant deux nouvelles petites marches au-delà du porche.
Une grande fenêtre donnant sur le hall d’entrée vient terminer la composition de la travée de droite, destinée uniquement à l’accès sur ce niveau.
Sur la travée de gauche, trois fenêtres plus petites entrecoupées de meneaux de pierre sont situées dans l’alignement de celles du sous-sol semi-enterré. Cette fois-ci, et comme pour le reste des ouvertures du rez-de-chaussée et des deux niveaux supérieurs, elles sont chacune surmontées d’une imposte agrémentée de croisillons orthogonaux ou de biais.

##### Premier étage
Présente au-dessus du porche d’entrée, une logette se dessine sur un niveau, en pierre blanche sculptée, avec une allège également en pierre ornée de panneaux en bas-reliefs (armoiries de la commune d'Ixelles au centre représentant un aulne et des Klauwaerts, ancêtres des lions des Flandres). La logette est surmontée d’une corniche et de deux acrotères. Elle présente trois fenêtres séparées par des meneaux et ornées de croisillons orthogonaux. Des petites impostes surmontent également ces fenêtres avec des croisillons en diagonale.
Du côté gauche, on observe la même composition que pour l’étage inférieur, mais cette fois-ci avec deux fenêtres au lieu de trois.

##### Deuxième étage
Dans l’espace resserré à la base du pignon, deux ensembles de deux fenêtres séparées par des meneaux sont centrées. Leur composition est similaire à celles des autres étages, si ce n’est que la séparation entre la fenêtre en elle-même et l’imposte qui la surmonte n’est plus soulignée par un linteau.

##### Toiture
Le pignon est formé de rampants droits. Le pinacle en pierre se présente en épi de faîtage (rose des vents). En dessous de celui-ci, une petite fenêtre centrale vient terminer les ouvertures du pignon. Le faîte est surmonté d’un décor en crête de toit, probablement en fer forgé.

#### Menuiseries et fenêtres
Toute la menuiserie et le travail des fenêtres qui compose la façade est d’origine, qu’il s’agisse des portes en bois, des fenêtres à croisée ou meneau de pierre, des impostes ornées de vitraux de teinte verte.

#### Décorations
Le bâtiment, oeuvre d'art en lui-même, rend hommage à l'artisanat médiéval. Pour certains détails en pierre naturelle, Guillaume Des Marez aurait fait appel à des artisans de la région de la Loire.

#### Intérieur
Les ornements muraux sont agrémentés de représentations de l'abbaye de la Cambre, édifice voisin et incontournable du quartier, dont la restauration a été soutenue par Des Marez lui-même.

## Galerie

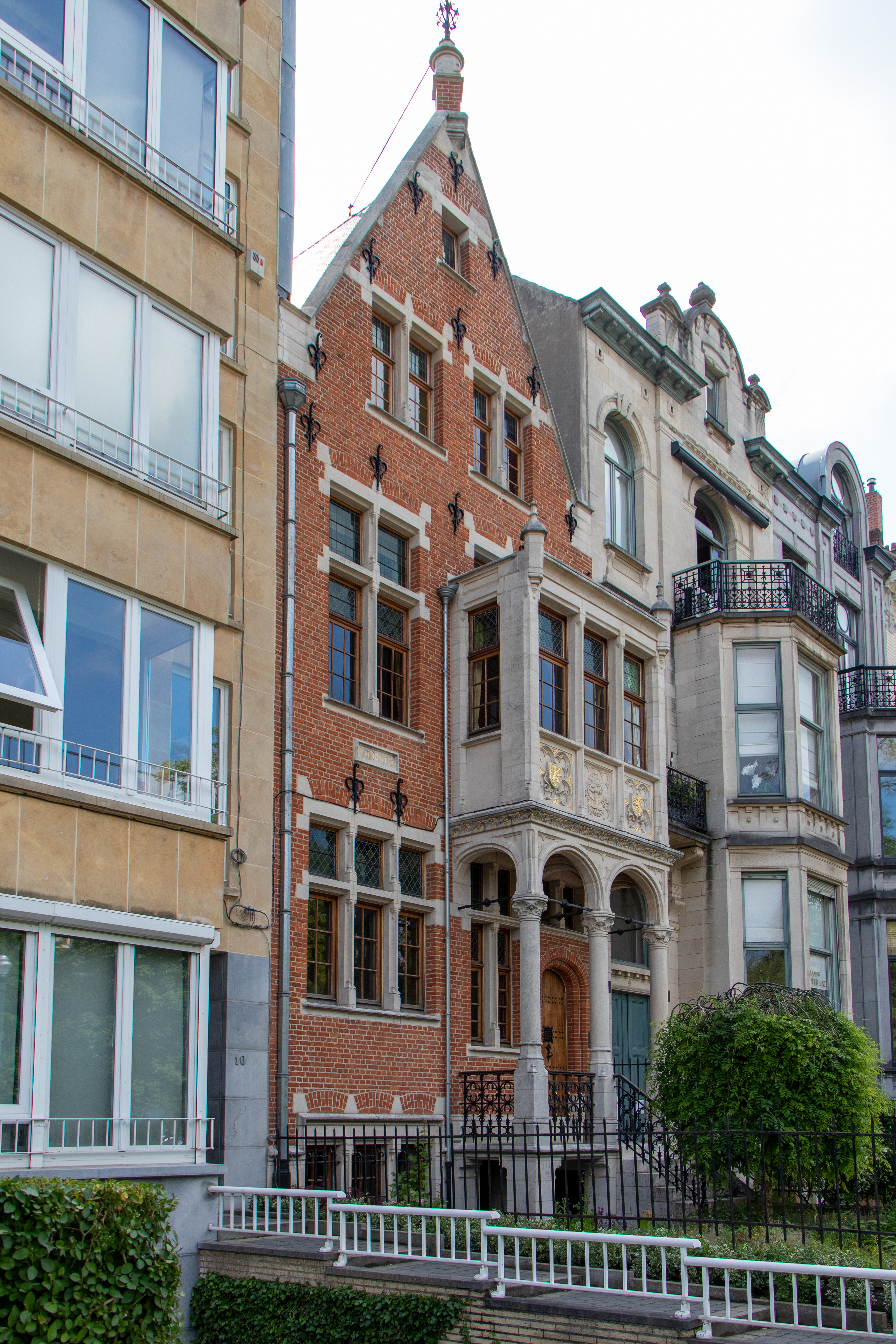
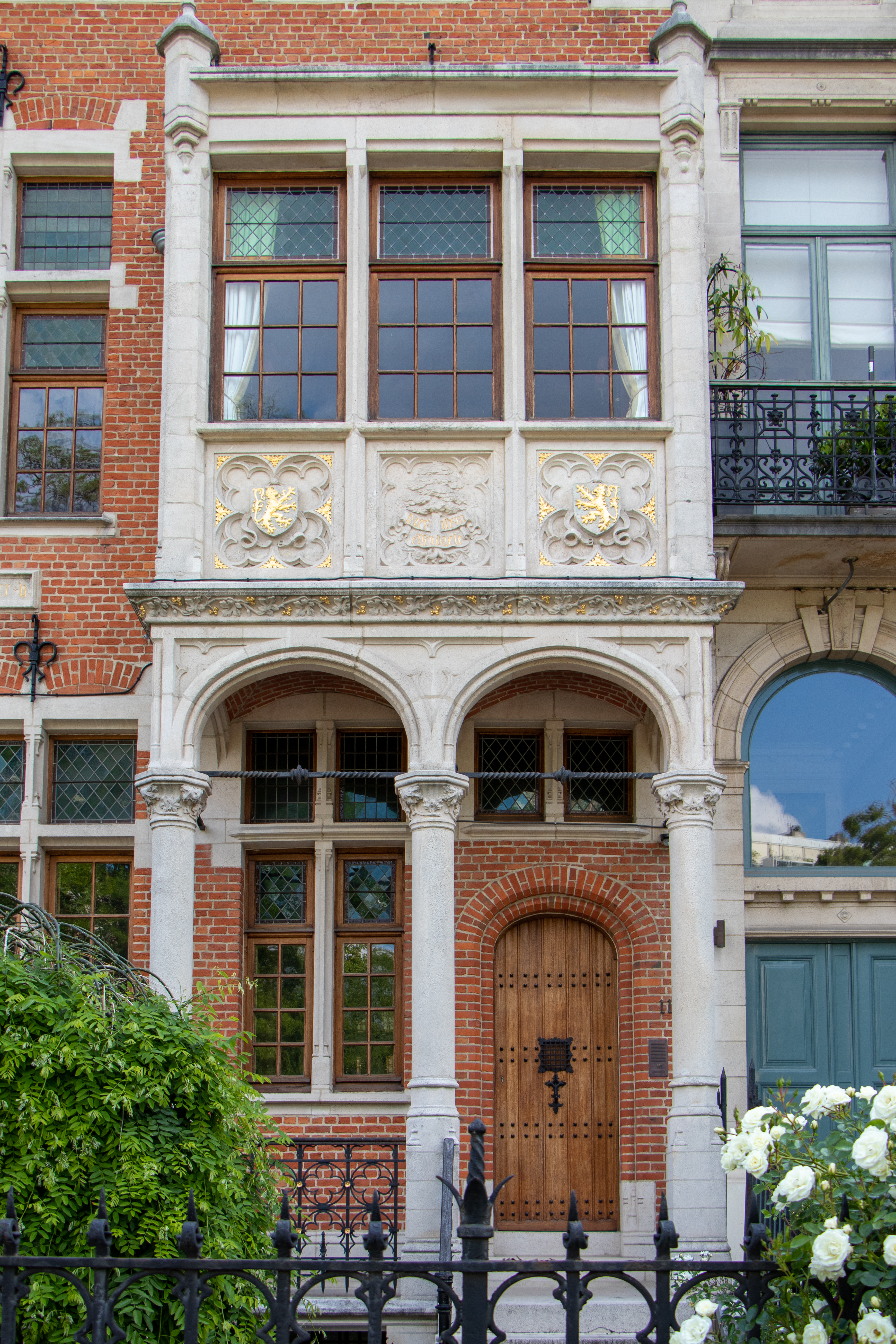
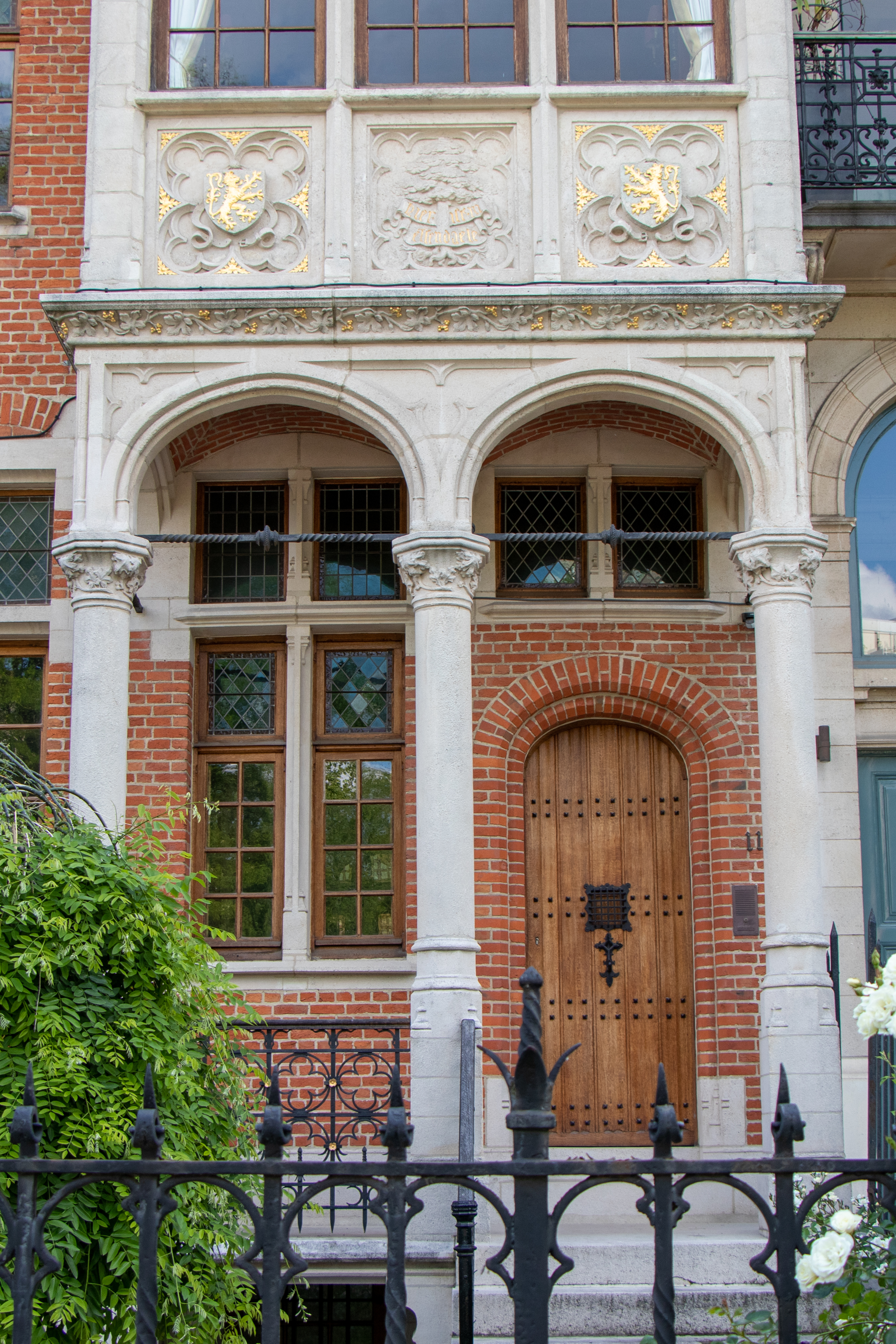
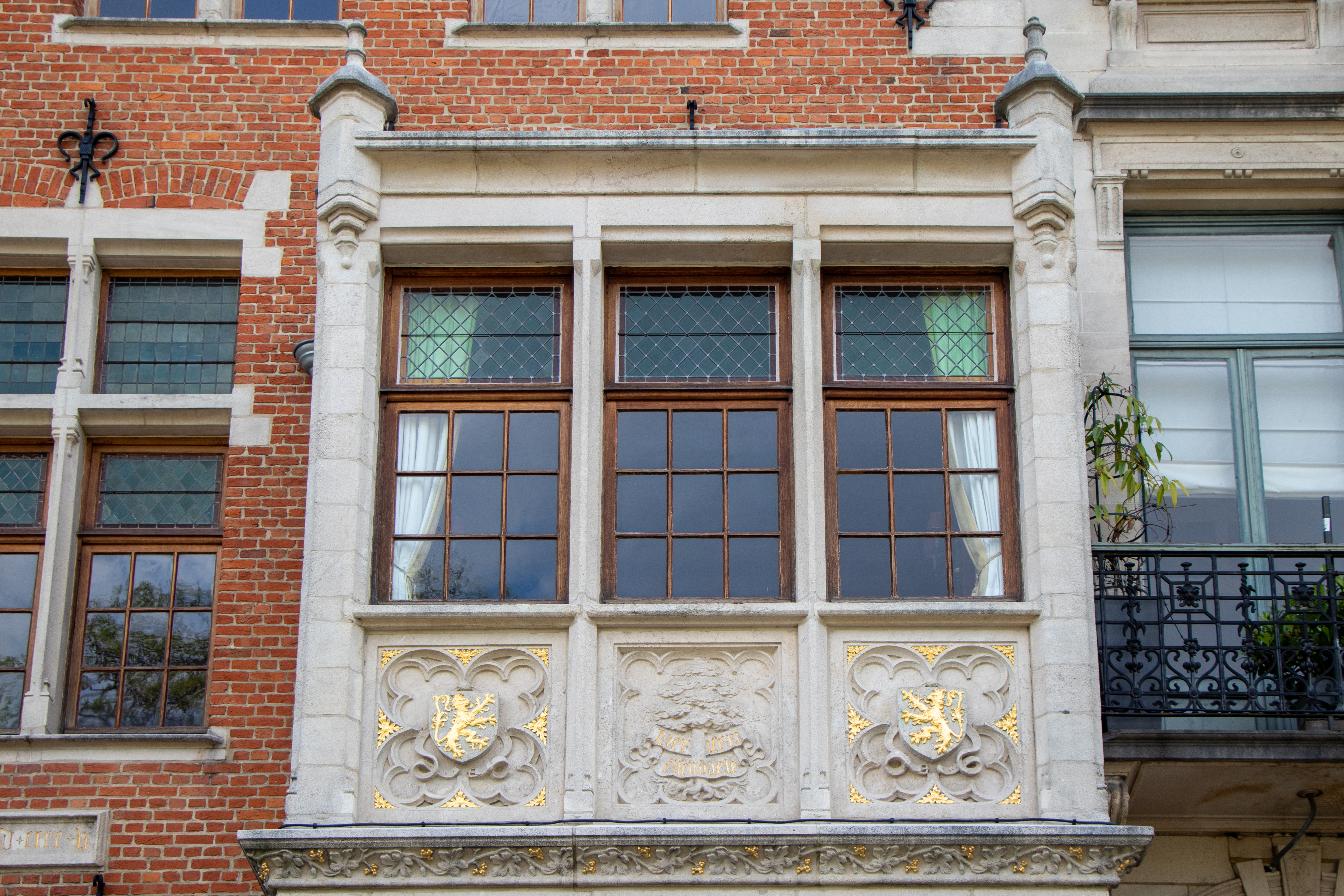
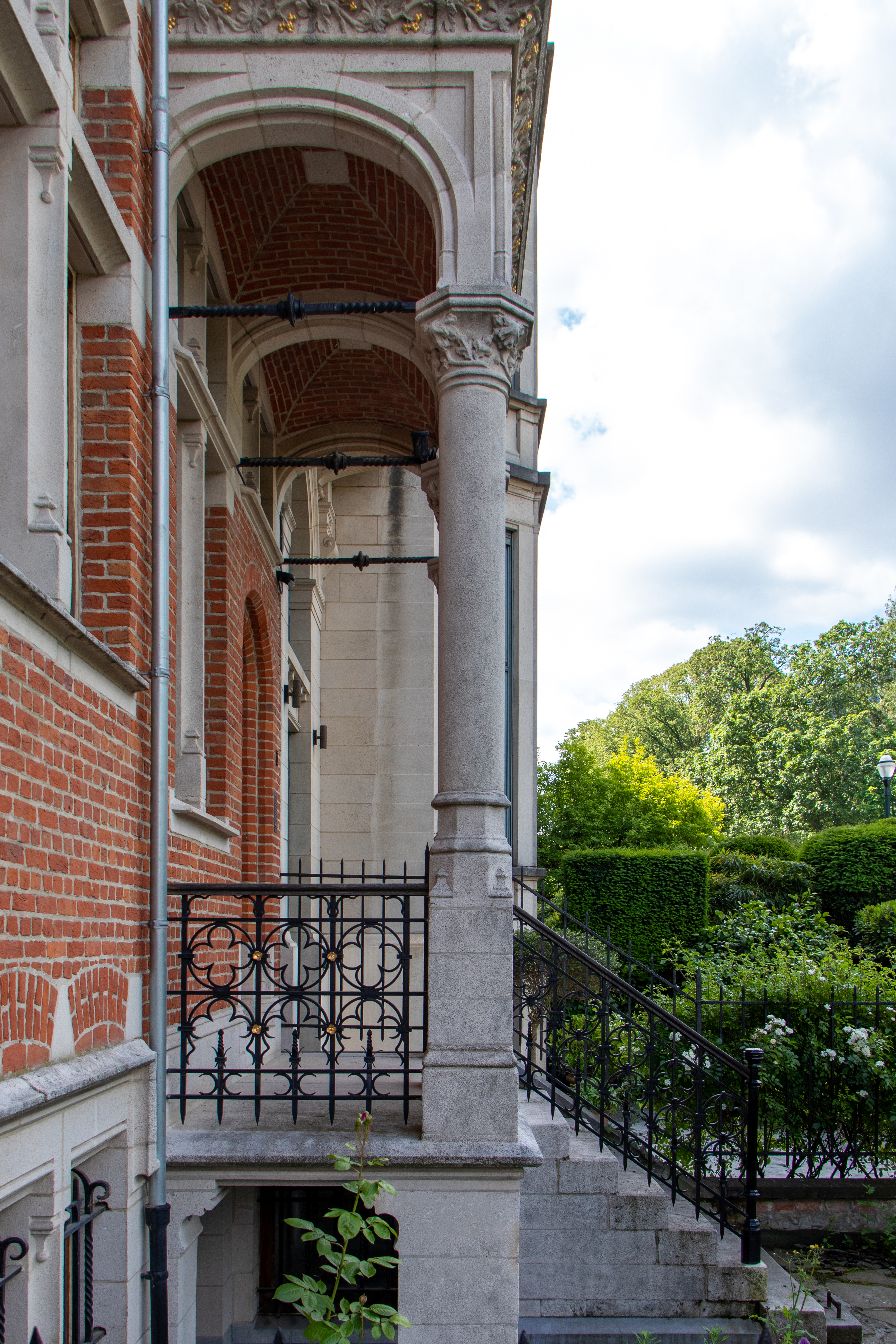
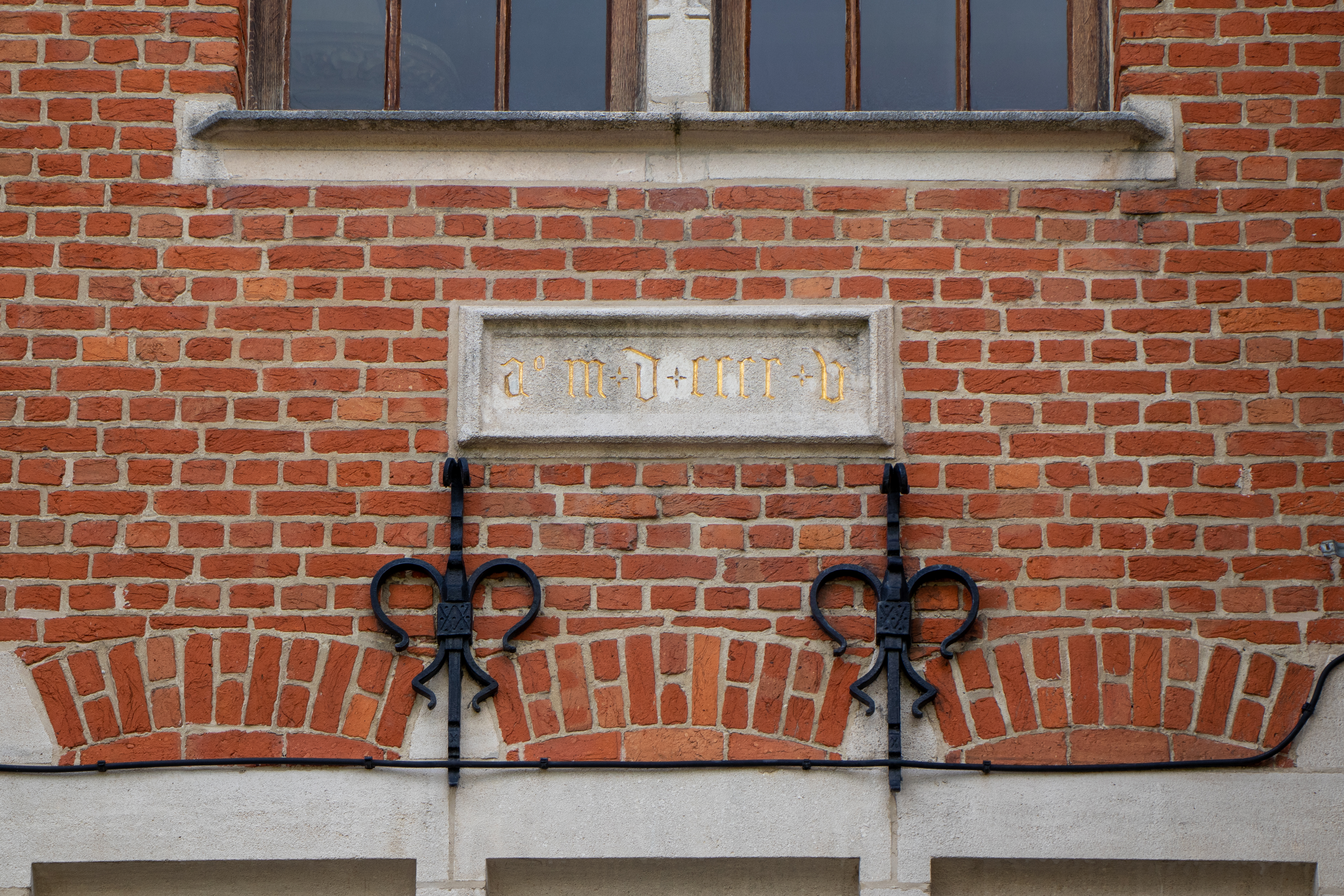
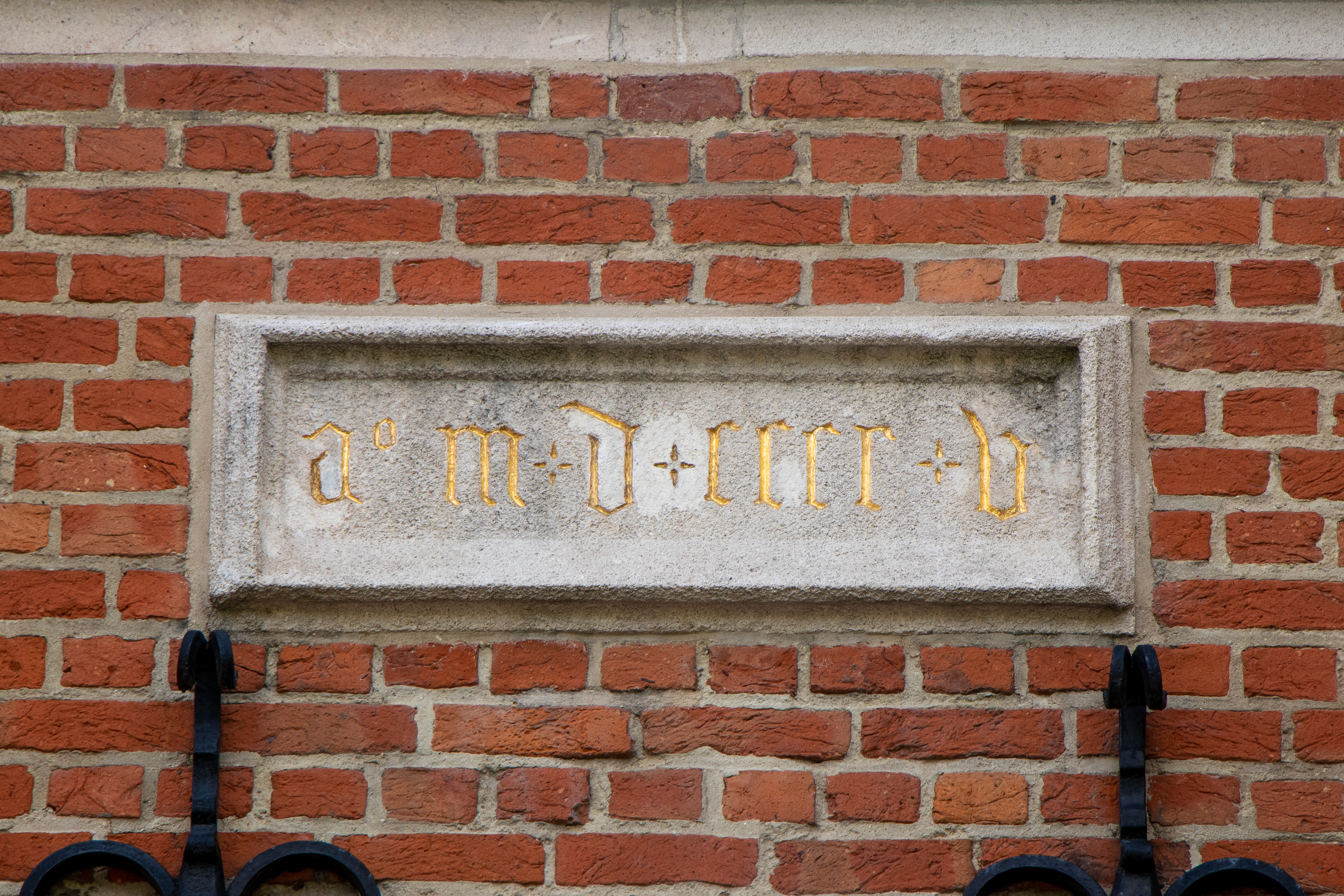